# Cheungbeia
Cheungbeia là một chi ốc biển, là động vật thân mềm chân bụng sống ở biển trong họ Turridae.

## Các loài
Các loài thuộc chi Cheungbeia bao gồm:
- Cheungbeia mindanensis (Smith E. A., 1877)[2]
- Cheungbeia robusta (Hinds, 1843)[3]